# Habrocestum virginale
Habrocestum virginale är en spindelart som beskrevs av Wesolowska, van Harten 2007. Habrocestum virginale ingår i släktet Habrocestum och familjen hoppspindlar. Inga underarter finns listade i Catalogue of Life.